# Rudy Degenaar
Rudy Wilfried Lloyd Degenaar (Hengelo, 21 augustus 1963 – bij Zanderij, 7 juni 1989) was een Nederlands–Surinaams voetballer die in zijn korte profcarrière voor SC Heracles uitkwam. Hij speelde voornamelijk in de verdediging. Hij was de zoon van Dolf Degenaar, die in de jaren 50 en 60 voor PEC en Tubantia uitkwam. Op 7 juni 1989 kwam hij om het leven in de SLM-ramp tijdens een excursie van het Kleurrijk Elftal. Zijn vriendin Hedwig Wolthuis, die hem op reis vergezelde, kwam ook om het leven. Rudy Degenaar werd 25 jaar.

## Carrièrestatistieken
| Seizoen         | Club            | Land            | Competitie      | Competitie | Competitie | Beker | Beker | Internationaal | Internationaal | Overig | Overig | Totaal | Totaal |
| Seizoen         | Club            | Land            | Competitie      | Wed.       | Dlp.       | Wed.  | Dlp.  | Wed.           | Dlp.           | Wed.   | Dlp.   | Wed.   | Dlp.   |
| --------------- | --------------- | --------------- | --------------- | ---------- | ---------- | ----- | ----- | -------------- | -------------- | ------ | ------ | ------ | ------ |
| 1984/85         | SC Heracles     | Nederland       | Eerste divisie  | 6          | 1          | –     | –     | 0              | 0              | 0      | 0      | 6      | 1      |
| 1985/86         | SC Heracles     | Nederland       | Eredivisie      | 19         | 0          | –     | –     | 0              | 0              | 0      | 0      | 19     | 0      |
| 1986/87         | SC Heracles     | Nederland       | Eerste divisie  | 25         | 3          | –     | –     | 0              | 0              | 0      | 0      | 25     | 3      |
| 1987/88         | SC Heracles     | Nederland       | Eerste divisie  | 30         | 5          | –     | –     | 0              | 0              | 0      | 0      | 30     | 5      |
| 1988/89         | SC Heracles     | Nederland       | Eerste divisie  | 26         | 4          | –     | –     | 0              | 0              | 0      | 0      | 26     | 4      |
| Carrière totaal | Carrière totaal | Carrière totaal | Carrière totaal | 106        | 13         | –     | 0     | 0              | 0              | 0      | 0      | 106    | 13     |